# Ural (gorje)
Ural je staro gorje koje se prostire u smjeru sjever – jug u dužini od oko 2000 km od Sjevernog ledenog mora do granice s Kazahstanom. Prirodna je granica Europe i Azije. Dijeli se na polarni Ural, sjeverni Ural, srednji Ural i južni Ural. Najviši vrh Urala je vrh Narodnaja (1895 m). 
Ural se nalazi između Istočnoeuropske ravnice na zapadu i Zapadnosibirske ravnice na istoku. Na sjeveru počinje od obale Karskog mora, koje je dio Arktičkog oceana, kod Jekaterinburga dostiže svoju najveću širinu, a završava na rijeci Ural između Orenburga i Orska, blizu sjeverne granice Kazahstana.
Na srednjem i južnom Uralu postoji niz rudnika: željeza (Magnitogorsk), platine, soli, ugljena, nafte, plina i dragocijenog minerala malahita. Rudno bogatstvo doprinijelo je razvoju središta teške industrije u Permu, Jekaterinburgu i Magnitogorsku.